# Nikolai Alexandrowitsch Sidorow

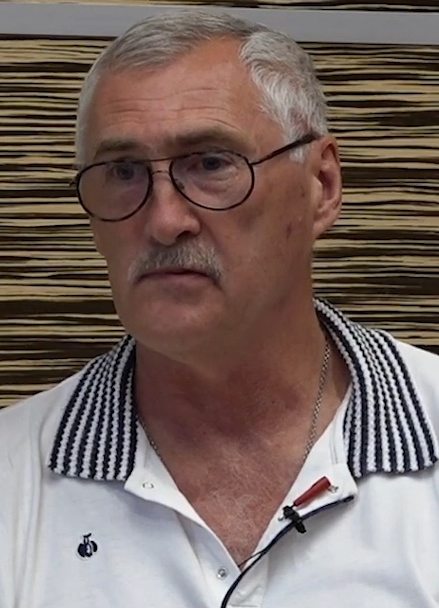

Nikolai Alexandrowitsch Sidorow (russisch Николай Александрович Сидоров, engl. Transkription Nikolay Sidorov; * 23. November 1956 in Moskau) ist ein ehemaliger russischer Sprinter und Olympiasieger, der für die Sowjetunion antrat.

## Karriere
Sidorow war 1979 sowjetischer Meister über 200 Meter sowie 1980 und 1981 über 100 Meter.
Bei den Olympischen Spielen 1980 in Moskau waren die Sprinter aus den Vereinigten Staaten wegen des Olympiaboykotts nicht am Start. Nikolai Sidorow kam im 200-Meter-Lauf trotzdem nur bis ins Halbfinale. Aber in der 4-mal-100-Meter-Staffel war das sowjetische Quartett neben den Polen, den Briten und den Franzosen zumindest Mitfavorit. In der Aufstellung Wladimir Murawjow, Nikolai Sidorow, Alexander Aksinin und Andrei Prokofjew gewann die sowjetische Stafette das Finale in 38,26 s vor Polen, Frankreich, Großbritannien und der DDR.
Diese fünf Teams waren auch die Favoriten bei den Europameisterschaften 1982 in Athen. Im Finale des 100-Meter-Laufs war Nikolai Sidorow als Fünfter in 10,32 s der einzige Vertreter der Sowjetunion gewesen. Die Stafette in der Besetzung Sergei Sokolow, Aksinin, Prokofjew und Sidorow gewann den Europameistertitel in 38,60 s vor den mit 38,71 s zeitgleichen Mannschaften aus der DDR (Silber) und aus der BRD (Bronze).
Bei den Weltmeisterschaften 1983 in Helsinki schied Sidorow im 100-Meter-Vorlauf aus. Die sowjetische Mannschaft in der Besetzung Prokofjew, Sidorow, Murawjow und Wiktor Bryshin gewann in 38,41 s Bronze hinter Italien (Silber in 38,37 s) und der Stafette aus den USA, die mit 37,86 s Weltrekord lief.
Nikolai Sidorow ist 1,90 m groß und wog in seiner aktiven Zeit 84 kg.

## Bestzeiten
- 100 m: 10,1 s, 30. Mai 1981, Sotschi (handgestoppt; elektronisch: 10,32 s, 1982)
- 200 m: 20,4 s, 7. Juli 1984, Moskau (handgestoppt; elektronisch: 20,79 s, 1982)

## Auszeichnungen
- Verdienter Meister des Sports der UdSSR (1980)[1]
- Ehrenzeichen der Sowjetunion[1]